# Échangeur La Veyre
De Échangeur La Veyre is een knooppunt in Zwitserland. Op dit knooppunt in de stad Blonay sluit de A12 aan op de A9.

## Configuratie
Het knooppunt is een trompetknooppunt.